# Lotus 107B
Chronologie des modèles (1993)
Lotus 107 Lotus 107C
La Lotus 107B est la monoplace de Formule 1 engagée par l'écurie Team Lotus dans le cadre du championnat du monde de Formule 1 1993.  Elle est pilotée par l'Italien Alessandro Zanardi, remplacé en fin de saison par le Portugais Pedro Lamy, et le Britannique Johnny Herbert. Propulsée par moteur V8 Ford-Cosworth, la 107B est une évolution de la Lotus 107 de 1992. Elle s'en distingue par l'installation d'une suspension active intégrale, ce dont ne bénéficient pas les autres écuries du plateau.

## Historique
La Lotus 107B marque ses premiers points lors de la deuxième manche de la saison, au Grand Prix du Brésil, lors duquel Johnny Herbert et Alessandro Zanardi, partis de la douzième et de la quinzième places sur la grille, terminent quatrième et sixième de la course,. Le Britannique réitère cette performance lors du Grand Prix d'Europe, alors que son équipier finit huitième. Il faut ensuite attendre la neuvième manche de la saison, en Grand Prix de Grande-Bretagne, pour que Herbert retrouve les points.
En Belgique, Herbert, élancé depuis la dixième place, franchit la ligne d'arrivée en cinquième position, à un tour du vainqueur Damon Hill, alors que Zanardi est victime d'un grave accident lors des essais libres du vendredi : l'Italien aborde à pleine vitesse le raidillon de l'Eau Rouge lorsque sa Lotus part en tête-à-queue de 280km/h, avant de frapper rudement le rail de gauche et de traverser la piste et s'écrase contre les glissières de droite. Héliporté à l'hôpital de Liège, Zanardi souffre de douleurs aux vertèbres cervicales et d'un nez cassé,.
Le patron de Lotus, Peter Collins, remplace Zanardi par le Portugais Pedro Lamy, qui fait ses débuts en Formule 1 et qui apporte des subsides grâce au pétrolier portugais Galp, pour les quatre derniers Grands Prix de la saison. Lamy est largement dominé par son équipier et réalise sa meilleure performance au Grand Prix d'Italie, où il termine onzième,.
À l'issue de la saison, Team Lotus termine sixième du championnat du monde des constructeurs, avec douze points. Johnny Herbert se classe neuvième du championnat des pilotes avec onze points, tandis qu'Alessandro Zanardi est vingtième avec un point.

## Résultats en championnat du monde de Formule 1

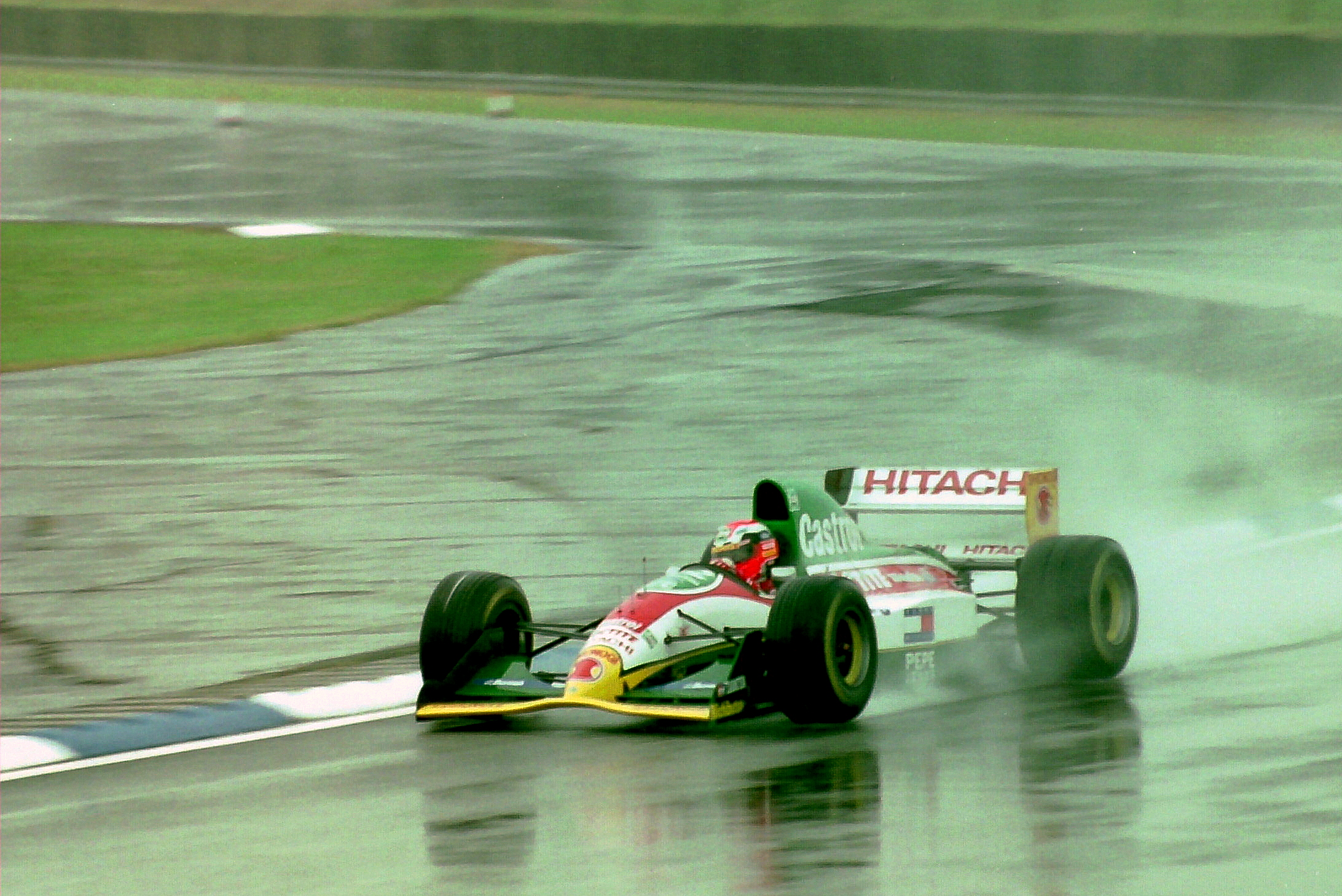
Johnny Herbert à bord de la Lotus 107B lors des essais libres du Grand Prix de Grande-Bretagne 1993.

| Saison | Écurie     | Moteur               | Pneus    | Pilotes            | Courses | Courses | Courses | Courses | Courses | Courses | Courses | Courses | Courses | Courses | Courses | Courses | Courses | Courses | Courses | Courses | Points inscrits | Classement |
| Saison | Écurie     | Moteur               | Pneus    | Pilotes            | 1       | 2       | 3       | 4       | 5       | 6       | 7       | 8       | 9       | 10      | 11      | 12      | 13      | 14      | 15      | 16      | Points inscrits | Classement |
| ------ | ---------- | -------------------- | -------- | ------------------ | ------- | ------- | ------- | ------- | ------- | ------- | ------- | ------- | ------- | ------- | ------- | ------- | ------- | ------- | ------- | ------- | --------------- | ---------- |
| 1993   | Team Lotus | Ford Cosworth V8 HBD | Goodyear |                    | AFS     | BRÉ     | EUR     | SMR     | ESP     | MON     | CAN     | FRA     | GBR     | ALL     | HON     | BEL     | ITA     | POR     | JAP     | AUS     | 12              | 6e         |
| 1993   | Team Lotus | Ford Cosworth V8 HBD | Goodyear | Alessandro Zanardi | Abd     | 6e      | 8e      | Abd     | 14e     | 7e      | 11e     | Abd     | Abd     | Abd     | Abd     | Np      |         |         |         |         | 12              | 6e         |
| 1993   | Team Lotus | Ford Cosworth V8 HBD | Goodyear | Pedro Lamy         |         |         |         |         |         |         |         |         |         |         |         |         | 11e     | Abd     | 13e     | Abd     | 12              | 6e         |
| 1993   | Team Lotus | Ford Cosworth V8 HBD | Goodyear | Johnny Herbert     | Abd     | 4e      | 4e      | 8e      | Abd     | Abd     | 10e     | Abd     | 4e      | 10e     | Abd     | 5e      | Abd     | Abd     | 11e     | Abd     | 12              | 6e         |

Légende : ici 